# Hüttensteinach
Hüttensteinach ist ein Stadtteil der Stadt Sonneberg in Thüringen.

## Lage
Hüttensteinach ist ein Ort im südlichen Frankenwald. Das Dorf ist über die Landesstraße 1150 und Kreisstraße 31 mit Sonneberg und dem Umfeld verkehrsmäßig verbunden. Zudem liegt Hüttensteinach an der Bahnstrecke Coburg–Ernstthal am Rennsteig und ist über den Haltepunkt Sonneberg (Thür) Nord an die Linie STB 41 (Süd-Thüringen-Bahn) angeschlossen.

## Geschichte
Die urkundliche Ersterwähnung wurde am 13. April 1464 vollzogen. Hüttensteinach lag an einem Seitenast der „Alten Heer- und Handelsstraße“, die Nürnberg und Leipzig verband. Der in Nord-Süd-Richtung verlaufende tiefe und enge Talgrund war für landwirtschaftliche Zwecke ungeeignet, doch das in den angrenzenden Bergen geförderte Eisen- und Kupfererz bildete die Grundlage eines seit dem 15. Jahrhundert florienden Bergbaus, zu dem auch Schmelzhütten und Hammerwerke benötigt wurden.
Daher bildete ein fürstlich konzessioniertes Hammerwerk den Ursprung des Ortes, dieses lag im nördlichen Teil der heutigen Ortslage, die sich auf einer Gesamtlänge von etwa einem Kilometer entlang der Hauptstraße, der Bahnlinie und am Fluss Steinach erstreckt. Wohnhäuser der Bergleute, Hüttenarbeiter und Köhler vergrößerten den Ort rasch.
Die Jüdenbacher Straße, mit einem noch vor 200 Jahren bekannten Siechenhaus, bildet heute den Kern der Ortslage von Hüttensteinach. Als dritter Siedlungsteil zählte der langgestreckte Ortsteil „Hüttengrund“. Mit dem Blechhammer, oberem und unterem Hammerwerk und Sägemühlen, auf halbem Weg nach Steinach gelegen, wurde er zeitweise nach Hüttensteinach eingemeindet.
Durch die Einführung der Saigertechnik bei der Verhüttung von Kupfererzen konnte die Wirtschaftlichkeit der Bergbauunternehmen deutlich verbessert werden, doch zum Bau einer Saigerhütte wurde ein beträchtliches Startkapital benötigt, das im Fall der Hüttensteinacher Saigerhütte von Nürnberger Investoren bereitgestellt wurde.
Die Bergbauakten vermerken häufige Besitzwechsel und Umbauten, meist dürfte die Verschuldung der Vorbesitzer zum Ruin des Bergbaus beigetragen haben, zeitweise wurde das Hammerwerk auch wieder zum Eisenschmieden verwendet. Im Dreißigjährigen Krieg wurde der Ort mehrfach überfallen und geplündert, die wenigen Einwohner verbargen sich in den dichten Wäldern und Schluchten. Um 1660 besaß die Familie von Erffa (Unterlinder-Zweig) den Eisenhammer und begann mit dem Neuaufbau der Anlagen. 1681, 1690, 1698 fanden weitere Besitzwechsel statt. In Hüttengrund befanden sich zudem zwei Blechhämmer, Mahl- und Schneidemühlen sowie eine als „Zinnhaus“ bezeichnete Gießerei. Die im Besitz der Familie Baumann befindlichen Werke produzierten jährlich 4000 Zentner Eisen, je nach Bedarf wurden daraus Stangen, Bleche und andere Rohlinge ausgeschmiedet. Nach Georg Brückner wurden die Eisenwaren über den Handelsplatz Frankfurt am Main bis nach Holland verkauft.
Die auch im 19. Jahrhundert häufig wechselnden Eigentümer belegen schließlich den dauerhaften Niedergang der Bergwerkstradition von Hüttensteinach.
1840 und 1851 richteten von plötzlich einsetzendem Tauwetter hervorgerufene Überschwemmungen in Hüttengrund schwere Schäden an. 1854 entstand die Porzellanfabrik Swaine & Co. und 1864 Gebr. Schoenau. 1886 wurde die Bahnstrecke von Sonneberg nach Lauscha eröffnet, wodurch sich der Warenverkehr von der Straße auf die Gleise verlagerte. Hüttensteinach entwickelte sich zu einem Industrieort.
Am 1. April 1923 wurde Steinbach nach Köppelsdorf eingemeindet. Am 1. Juli 1950 wurde Köppelsdorf zu einem Stadtteil Sonnebergs. 
Im Jahr 1974 endete die Porzellanproduktion. 2011 befinden sich noch einige Handwerksbetriebe im Ort.

## Persönlichkeiten
- Richard Müller-Uri (1859–1929), Glasbläser und Instrumentenbauer
- Walter Franck (1896–1961), Bühnen- und Filmschauspieler
- Alfred Reder (1901–1944), Maler und Grafiker
- Fred Delmare (1922–2009), Schauspieler

## Dialekt
In Hüttensteinach spricht man Itzgründisch. Dies ist ein mainfränkischer Dialekt.